# Nāyeh
Nāyeh (persiska: ناحيِّه, Nāḩīyeh, نايه) är en ort i Iran.   Den ligger i provinsen Qom, i den centrala delen av landet, 160 km sydväst om huvudstaden Teheran. Nāyeh ligger 1 786 meter över havet och antalet invånare är 499.
Terrängen runt Nāyeh är kuperad, och sluttar brant österut.Runt Nāyeh är det ganska tätbefolkat, med 100 invånare per kvadratkilometer. Närmaste större samhälle är Dastjerd, 7,0 km söder om Nāyeh. Trakten runt Nāyeh består i huvudsak av gräsmarker.